# Vernole
Vernole es una localidad italiana de la provincia de Lecce, región de Puglia, con 7.431 habitantes.

## Evolución demográfica
| Gráfica de evolución demográfica de Vernole entre 1861 y 2001 |
|                                                               |
| Fuente ISTAT - elaboración gráfica de Wikipedia               |